# 任鄙
任 鄙（じん ひ、? - 紀元前288年）は、中国戦国時代の秦の政治家・軍人。武王の時期に孟賁や烏獲・夏育と並び称され高官に取り立てられた著名な大力士の一人であった。

## 経歴
秦の昭襄王13年（紀元前294年）、秦の丞相魏冄の推挙で任鄙は漢中郡の郡守に就任した。
昭襄王19年（紀元前288年）、任鄙死去。

## 逸話
任鄙は大力で有名で、当時の秦で知恵者として有名だった樗里疾と対比され、「力は任鄙、智は樗里」と謳われたと言う逸話がある。